# ماونت استرلینگ (آیووا)
ماونت استرلینگ (به انگلیسی: Mount Sterling) شهری در ایالت آیووا کشور ایالات متحده آمریکا است که جمعیت آن در سرشماری سال ۲۰۱۰ میلادی، ۳۶ نفر بوده‌است.